# Karin Funke
Karin Funke (senare Funke-Melin), född 10 maj 1971, är en svensk före detta friidrottare (mångkamp). Hon tävlade för Gefle IF. Hon vann SM-guld i sjukamp år 1993.